# Crenidium spinescens
Crenidium  es un género monotípico de plantas con flores perteneciente a la subfamilia Nicotianoideae, incluida en la familia de las solanáceas (Solanaceae). Su única especie: Crenidium spinescens, es nativa de Australia.

## Descripción
Es un arbusto con las hojas bien desarrolladas, espinoso, con entrenudos sólidos en el tallo. Mesofítico o xerofítico. Las hojas están dispuestas de forma alterna, en espiral,  son herbáceas, coriáceas, o modificadas en espinas; sésiles y simples. La lámina de la hoja es entera, elíptica (en sentido estricto) o lineal (a elíptica). Márgenes enteros; ligeramente recurvados.  Las plantas son hermafroditas. Entomófilas. Las inflorescencias en fascículos terminales o axilares. Las flores son pediceladas; bracteadas (pares opuestos);  fragantes, o inodoras. El fruto son cápsulas septicidas o loculicidas, o valvular con 20-100 semillas.

## Taxonomía
Crenidium spinescens fue descrita por Laurence Haegi y publicado en Telopea, vol. 2(2), p. 179, en el año 1981.